# Nilsson Rocks
Die Nilsson Rocks sind eine Gruppe niedriger Felsvorsprünge im ostantarktischen Mac-Robertson-Land. In den Prince Charles Mountains ragen sie 15 km südlich des Fisher-Massivs auf. In dieser Gruppe liegt der Schmelzwassersee Ozero Reliktovoe.
Luftaufnahmen der Australian National Antarctic Research Expeditions von 1956 dienten ihrer Kartierung. Das Antarctic Names Committee of Australia benannte sie nach Carl Sigurd Nielsson (* 1936), Physiker auf der Mawson-Station im Jahr 1957.